# Распятская церковь-колокольня
Распятская церковь-колокольня (церковь-колокольня Распятия Христова) — православная церковь, совмещённая с колокольней, в Александрове на территории Успенского монастыря (Александровской слободы). Построена в XVI веке. Является старейшей шатровой колокольней Руси.

## История
Первоначальное здание церкви, представлявшее собой столп из трёх восьмериков и отдельной примыкавшей с юга звонницей, скорее всего, возведено в начале XVI века. Этот храм был освящён в честь Алексея Митрополита. В 1570-х гг. пристроена открытая галерея с пилонами по рёбрам восьмигранного столпа, соединёнными арками и сводами, над ней устроены кокошники и восьмерик звонницы. В конце XVII века с юга сделана одноэтажная пристройка с кельями для постриженной в монахини царевны Марфы (жила в монастыре в 1698—1707 гг.). По желанию инокини Марфы церковь в нижней части колокольни переосвящена в честь Распятия Христова.

## Архитектура
Уникальный памятник представляет собой первую шатровую колокольню на Руси. Её высота составляет 56 метров. К основному вертикальному объёму колокольни примыкают старая звонница и низкая пристройка с кельями. Нижний ярус составляют высокая аркада (по высоте отвечает трём ярусам первоначальной церкви) и открытая галерея, над ними — пирамида из трёх ярусов кокошников, выше их — восьмерик звонницы. Кокошники нижнего яруса имеют круглые окна во внутреннюю закрытую галерею. Восьмерик завершает шатёр, по бокам прорезанный узкими слухами, с небольшой главкой на круглом барабане.
Декор здания в целом лаконичен. От убранства начала XVI века сохранились фрагменты портала и пилястры над архивольтом во втором ярусе. Арки нижнего яруса обрамлены прямоугольными нишами. Между этими нишами и рёбрами восьмигранного центрального объёма помещены высокие и узкие филёнки. В уровне верхней открытой галереи между арками размещены группы из трёх далеко расставленных и заглублённых в кладку полуколонок. Нарядно оформлены обрамления слухов, а также архивольты кокошников, составленные из цепочек ромбов.
Основной вход в здание — с запада. Внутреннее помещение двусветное, восьмиугольное, обрамлено глубокими нишами. Из них юго-западная ниша глухая, западная и южная ведут к проходам, в остальных — окна. Южный проход ведёт к кельям Марфы. С юго-западной стороны в массиве стены проложена лестница на верхние уровни колокольни, в том числе к обеим галереям, нижней открытой и верхней закрытой. Выше, к восьмерику звонницы и в уровень шатра, ведут деревянные лестницы.
Низкая келейная пристройка одноэтажная, с тремя небольшими кельями. В одной из них сохранилась одна изразцовая печь с рисунками чёрным, синим и жёлтым цветами на светло-зелёном фоне. Ещё одна печь, облицованная кафелем с синим рисунком по белому фону, находится в высоком помещении в основании старой звонницы. Верхнее помещение звонницы тайное, туда можно попасть только извне по приставной лестнице. Помещения в обоих ярусах звонницы перекрыты коробовыми сводами.